# 馬希夫卡區

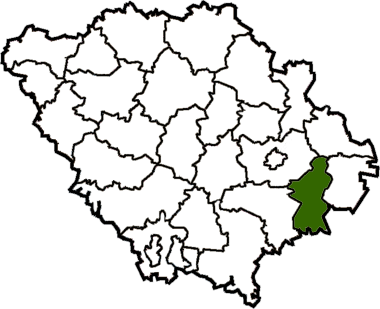

馬希夫卡區（烏克蘭語：Машівський район）是位於烏克蘭中部波爾塔瓦州的舊區，首府設於馬希夫卡，並於2020年被撤銷。該區面積889平方公里，2015年人口19,783，人口密度每平方公里22.25人。